# پیتر جنر
پیتر جنر (به انگلیسی: Peter Jenner) (زاده ۱۹۴۳) تهیه‌کننده و مدیر گروه موسیقی، اهل انگلیس است. او به همراه اندرو کینگ و چهار عضو نخست گروه پینک فلوید، در شرکت بلک‌هل اینترپرایزز شریک بوده و به عنوان یک مدیر گروه یا مدیر هنرمند، با هنرمندانی چون روی هارپر، تی رکس، پینک فلوید، کلش، دنزیل، ادی ریدر، سارا جین موریس و روبین هیچکاک همکاری کرد.